# Mark Wotte
Mark Christian Wotte (Enschede, 16 dicembre 1960) è un allenatore di calcio, dirigente sportivo ed ex calciatore olandese, di ruolo difensore.